# (6402) Holstein
(6402) Holstein  es un asteroide del cinturón principal perteneciente al cinturón de asteroides, región del sistema solar que se encuentra entre las órbitas de Marte y Júpiter.
Fue descubierto el 9 de abril de 1991 por Freimut Börngen desde el Observatorio Karl Schwarzschild en Tautenburg, Alemania.

## Designación y nombre
Designado provisionalmente como 1991 GQ10, fue nombrado por Holstein, la parte sur del estado alemán Schleswig-Holstein. Las ciudades más conocidas son Kiel, la capital, y Lübeck, una de las principales y más prósperas ciudades de la Hansa, con su antiguo ayuntamiento, la iglesia de Marien, la puerta de Holsten y las antiguas salinas. En la iglesia de Mölln se encuentra el sepulcro del famoso bufón y burlón medieval, Till Eulenspiegel. Holstein es el lugar de nacimiento del compositor Carl Maria von Weber, el dramaturgo Friedrich Hebbel, los escritores Heinrich y Thomas Mann y el físico Max Planck.

## Características orbitales
(6402) Holstein está situado a una distancia media del Sol de 2,745 ua, pudiendo alejarse hasta 3,070 ua y acercarse hasta 2,421 ua. Su excentricidad es 0,118 y la inclinación orbital 4,543 grados. Emplea 1661,60 días en completar una órbita alrededor del Sol.

## Características físicas
La magnitud absoluta de (6402) Holstein es 12,88. Tiene 8,628 km de diámetro y su albedo se estima en 0,260.